# Lindsay Wilson
Lindsay Wilson, född 15 oktober 1948 i Methven i Nya Zeeland, är en nyzeeländsk roddare.
Han tog OS-brons i åtta med styrman i samband med de olympiska roddtävlingarna 1976 i Montréal.